# Перестріч
Перестріч (Melampyrum) — рід квіткових рослин родини вовчкові (Orobanchaceae). Рід поширений у Євразії й Північній Америці й містить ≈ 40 видів.

## Етимологія
Наукова назва походить від коренів дав.-гр. μέλᾱς — «темний, чорний» і πῡρός — «пшениця, зерно пшениці»; назву μέλᾱμπῡρόν використовував Теофраст для позначення бур'янів на посівах пшениці. Походження української назви неясне.

## Опис
Це рослини-напівпаразити із зеленими листками. Квітки у пазухах великих приквітків, зібрані колосоподібним суцвіттям. Чашечка трубчасто-дзвоникувата, чотиринадрізана, дві її верхні частки довші за нижні. Віночок вгорі розширюється, з двогубим відгином і верхня губа з відгорнутими боковими краями, стиснута з боків, зверху шоломоподібна, нижня — при основі з двома опуклинами. Тичинок чотири. Коробочка яйцеподібна, коса, гніздорозривна.
Рослини здатні виробляти хлорофіл і поглинати мінерали з ґрунту, але вони також мають можливість використовувати речовини, які виробляють близькі до них рослини за допомогою невеликих гаусторій, розміщених на рівні коренів. Запилення відбувається за допомогою комах. Насіння, що падає на землю, згодом розсіюється переважно мурахами. Насіння більшості видів отруйне (містить глікозид ринантин).

## Види
Види, що позначені зірочкою (*), поширені в Україні.
- Melampyrum arvense — Перестріч польовий*
- Melampyrum carpathicum
- Melampyrum cristatum — Перестріч гребінчастий*
- Melampyrum henryanum
- Melampyrum klebelsbergianum
- Melampyrum laciniatum
- Melampyrum latifolium
- Melampyrum laxum
- Melampyrum lineare
- Melampyrum moravicum
- Melampyrum nemorosum — Перестріч гайовий*
- Melampyrum polonicum
- Melampyrum pratense — Перестріч лучний*
- Melampyrum roseum
- Melampyrum setaceum
- Melampyrum subalpinum
- Melampyrum sylvaticum — Перестріч лісовий*